# Жена-мачка (филм)
Жена-мачка (енгл. Catwoman) је амерички суперхеројски филм из 2004. заснован према истоименој хероини из Ди-Си комикса. У главној улози је Хали Бери, док су у осталим улогама Бенџамин Брет, Ламберт Вилсон, Френсис Конрој, Алекс Борстајн и Шерон Стоун. 
Филм је премијерно приказан 19. јула 2004. године и био је критички и комерцијални неуспех, са зарадом од 82 милиона долара, у односу на буџет од 100 милиона долара. Филм је номинован за седам Златних малина, од којих је освојио ону за најгори филм, најгору глумицу, најгорег режисера и најгори сценарио. Многи критичари овај филм сматрају за један од најгорих филмова свих времена. Упркос овоме Жена-мачка је био најуспешнији суперхеројски филм са женском главном улогом, све док га није престигао филм Чудесна жена 2017. године.

## Радња
У Готам Ситију, повучена и добродушна графичка уметница Пејшенс Филипс (Хали Бери) запослена је у Хедар Бјутију, огромном козметичком предузећу, које управо планира да на тржиште избаци револуционарни производ против старења. Kада Пејшенс ненамерно наиђе на мрачну тајну власнице предузећа, нападнута је и убијена. Међутим, египатска мачка Мао, којој је Пејшенс једном спасила живот, враћа јој услугу тако што је враћа у живот. Жељна потпуног искоришћавања друге прилике и другог живота који је добила, Пејшенс због новостечене снаге, брзине, спретности и осетљивости чула преузима идентитет Жене-мачке, неустрашиве осветнице која се обавезала да заштити свет од ужаса којим га Хедарова планира преплавити.

## Улоге
| Глумац         | Улога                       |
| -------------- | --------------------------- |
| Хали Бери      | Пејшенс Филипс / Жена-мачка |
| Бенџамин Брет  | Том Лон                     |
| Шерон Стоун    | Лорел Хедар                 |
| Ламберт Вилсон | Џорџ Хедар                  |
| Френсис Конрој | Офилија                     |
| Алекс Борстајн | Сали                        |
| Мајкл Маси     | Армандо                     |
| Бајрон Мен     | Весли                       |
| Ким Смит       | Дрина                       |
| Питер Вингфилд | Др Иван Салвицки            |
| Беренд Макензи | Ленс                        |

## Зарада
- Зарада у САД - 40.202.379 $
- Зарада у иностранству - 41.900.000 $
- Зарада у свету - 82.102.379 $